# Болгарене (Плевенская область)
Болгарене (болг. Българене) — село в Болгарии. Находится в Плевенской области, входит в общину Левски. Население составляет 890 человек.

## Политическая ситуация
В местном кметстве Болгарене, в состав которого входит Болгарене, должность кмета (старосты) исполняет Симеонка Методиева Мусакова (независимый) по результатам выборов.
Кмет (мэр) общины Левски — Георги Евлогиев Караджов (коалиция в составе 3 партий: Демократы за сильную Болгарию (ДСБ), ВМРО — Болгарское национальное движение, Земледельческий народный союз (ЗНС)) по результатам выборов.